# Тень сомнения (фильм, 1998)
«Тень сомнения» (англ. Shadow of Doubt, в России также известен как «Заговор») — американский детективный триллер 1998 года режиссёра Рэндела Клайзера.

## Сюжет
Адвокат Кит Деверо берётся за дело рэпера Бобби Медины, которого подозревают в убийстве дочери известного бизнесмена. Она пытается доказать его невиновность, так как верит своему подзащитному. Она предпринимает собственное расследование. В ходе расследования открываются ужасающие результаты. И ужасными они оказываются лично для неё: Китт понимает, что к убийству причастен её бывший муж — помощник окружного прокурора Джек Кампиони.

## В ролях
- Мелани Гриффит — Кит Деверо
- Том Беренджер — Джек Кампиони
- Крейг Шеффер — Лэйрд Аткинс
- Хью Льюис — Эл Гордон
- Уэйд Домингес — Бобби Медина
- Джеймс Моррисон — Пол Саксон
- Нина Фох — Сильвия Саксон
- Тони Плана — детектив Краузе
- Ричард Портноу — Марвин Хелм
- Форбс Райли — женщина-репортёр
- Джон Риттер — Стивен Мейер
- Тиа Техада — Кончита Перес
- Лиза Пеликан — Лесли Саксон
- Трейси Дуглас — ведущая № 2